# Лаудер, Симоне

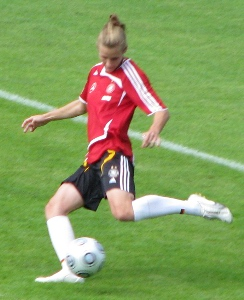
Симона Лаудер на тренировке

Симоне Мелани Лаудер (нем. Simone Melanie Laudehr; род. 12 июля 1986, Регенсбург, Бавария) — немецкая футболистка, в прошлом — игрок клуба «Бавария». Чемпионка мира 2007 года, двукаратная чемпионка Европы (2009, 2013), бронзовый призёр Олимпийских игр 2008 года в Пекине. Завершила карьеру игрока в 2021 году.

## Карьера

### Клубная
Футболом начала заниматься в трёхлетнем возрасте в клубе «Тегернхайм». В 1996 году её приняли в школу спортивного общества «Регенсбург», где она занималась до 2003 года. В 2003 году она была принята в состав женской команды мюнхенской «Баварии», где провела 18 игр за основную команду и забила 4 гола. С 2004 года выступает за «Дуйсбург».

### В сборной
В составе сборной до 19 лет Симона дебютировала в 2003 году, проведя 35 игр и забив 16 мячей. Ещё раньше в команде до 17 лет у неё были 21 игра на счету и три гола. В юношеской сборной Симона выиграла чемпионат мира 2004 года, проходивший в Таиланде. В 2007 году, будучи студенткой Кёльнского спортивного университета, Симона получила вызов в сборную Германии. Несмотря на то, что она ещё не завершила обучение, тренер сборной Сильвия Нейд заявила, что Лаудер способна усилить команду. Дебют в сборной состоялся 29 июля 2007 в матче против Дании, а через 4 дня в матче с Чехией Лаудер забила свой первый гол. По итогам сезона 2006/07 журнал Kicker поместил её на 3-е место в рейтинге футболисток (выше были только Биргит Принц и Урсула Холл).
30 сентября 2007 на чемпионате мира в Китае Симона забила победный гол в финальном матче с бразильянками, сделав счёт 2:0. Этот гол получил приз «Гол месяца» от канала Das Erste. Также Симона стала бронзовым призёром пекинской Олимпиады, чемпионкой Европы в Финляндии и Швеции. На чемпионате мира 2011 Лаудер забила только один гол в ворота Нигерии в групповом этапе, ничем больше не отметившись, а команда в первом же раунде плей-офф сенсационно проиграла Японии (как оказалось впоследствии, будущему чемпиону).
В 2016 году Симона Лаудер была заявлена на Олимпийские игры в Рио-де-Жанейро, но вскоре была отцеплена из состава по ходу турнира. Несмотря на победу Германии, золотую медаль и звание олимпийской чемпионки Лаудер не получила.

## Личная жизнь
Мать Дойна — румынка по национальности, отец Губерт — немец. В настоящий момент Симона является членом варендорфского отделения Спортивного департамента Бундесвера. Осенью 2011 года она планировала ввести новую программу развития спорта.